# Championnat d'Europe de hockey sur glace 1924
Navigation
Édition précédente Édition suivante
Le Championnat d'Europe de hockey sur glace 1924 est la neuvième édition de cette compétition organisée par la Ligue internationale de hockey sur glace. Il se tient du 14 au 16 mai 1924 à Milan en Italie, toutes les rencontres ayant lieu au Palazzon di Ghiaccio.
La France remporte pour l'occasion le seul titre de son histoire.

## Contexte et déroulement
Six nations se sont disputé le titre de champion d'Europe de hockey sur glace. C'est la première participation de l'Espagne ainsi que de l'Italie, hôte du tournoi. Pour la première fois, la formule poule et finale est mise en place. À l'issue du premier tour, les premiers de chaque poule se rencontrent donc pour déterminer le vainqueur.
C'est une des deux éditions des championnats d'Europe à se dérouler la même année que les jeux olympiques d'hiver mais avec un tournoi séparé. La seconde édition a lieu en 1932.

## Résultats

### Premier tour

#### Poule A
| 14 mars | Suisse | 12-0 (7-0, 5-0) | Espagne | Palazzo di Ghiaccio |

| 15 mars | Suède | 6-2 (3-0, 3-2) | Suisse | Palazzo di Ghiaccio |

| Clt   | Équipe  | PJ | V | D | N | BP | BC | Pts |
| ----- | ------- | -- | - | - | - | -- | -- | --- |
| +001, | Suède   | 1  | 1 | 0 | 0 | 6  | 2  | 4   |
| +002, | Suisse  | 2  | 1 | 1 | 0 | 14 | 6  | 2   |
| +003, | Espagne | 1  | 0 | 1 | 0 | 0  | 12 | 0   |

- Qualifiés pour la finale

#### Poule B
| 15 mars | France | 3-0 (2-0, 1-0) | Belgique | Palazzo di Ghiaccio |

| 15 mars | Italie | 0-12 (0-7, 0-5) | France | Palazzo di Ghiaccio |

| 16 mars | Italie | 0-4 (0-3, 0-1) | Belgique | Palazzo di Ghiaccio |

| Clt   | Équipe   | PJ | V | D | N | BP | BC | Pts |
| ----- | -------- | -- | - | - | - | -- | -- | --- |
| +001, | France   | 2  | 2 | 0 | 0 | 15 | 0  | 4   |
| +002, | Belgique | 2  | 1 | 1 | 0 | 4  | 3  | 2   |
| +003, | Italie   | 2  | 0 | 2 | 0 | 0  | 16 | 0   |

- Qualifiés pour la finale

### Finale
| 16 mars | France | 2-1 (2-0, 0-1) | Suède | Palazzo di Ghiaccio |

| Feuille de match | Feuille de match                      | Feuille de match | Feuille de match | Feuille de match |
| ---------------- | ------------------------------------- | ---------------- | ---------------- | ---------------- |
|                  | de Rauch (Hassler) Quaglia (de Rauch) | 1-0 2-0 2-1      | Galin            |                  |
| Robert George    | Gardiens                              | Einar Olsson     |                  |                  |
|                  |                                       |                  |                  |                  |
|                  |                                       |                  |                  |                  |

## Bilan

### Classement final
|                    | Équipe   |
| ------------------ | -------- |
| Médaille d'or      | France   |
| Médaille d'argent  | Suède    |
| Médaille de bronze | Suisse   |
| 4                  | Belgique |
| 5                  | Italie   |
| 6                  | Espagne  |

### Effectifs médaillés
L'effectif de l'équipe de France championne d'Europe est le suivant : 
- Gardien de but : Robert George (Club des Sports d'hiver de Paris)
- Joueurs : André Charlet, Raoul Couvert, Albert Hassler, Léon Quaglia, Joseph Monnard (Chamonix Hockey Club), Pierre Charpentier, Hubert Grunwald, Alfred de Rauch (Club des Sports d'hiver de Paris)

Celui de la Suède médaillée d'argent est le suivant :
- Gardiens de but : Carl Josefsson, Einar Olsson
- Joueurs : Gunnar Galin, Birger Holmquist, Gustaf Johansson, Georg Johansson-Brandius, Torsten Lundborg, Einar Lundell et Ragnar Tidqvist

Celui de la Suisse médaillée de bronze est le suivant :
- Munrezzan Andreossi, Giannin Andreossi, Louis Dufour, Arnold Gartmann, Albert Geromini, Heinrich Meng, Guido Penchi et Walter von Siebenthal